# 徳島市不動小学校
徳島市不動小学校（とくしまし ふどうしょうがっこう）は、徳島県徳島市不動本町にある公立小学校。

## 基礎データ
学校周辺
- 飯尾川、鮎喰川、赤池川、赤池川水ぎわ公園

## 関連学校
- 徳島市不動幼稚園
- 徳島市不動中学校

## 通学区域が隣接している学校
- 徳島市北井上小学校
- 徳島市南井上小学校
- 徳島市国府小学校
- 徳島市加茂名小学校
- 徳島市千松小学校
- 徳島市応神小学校
- 藍住町立藍住南小学校